# 萬通
萬通，原名萬幾（1536年—1582年），字汝思，號後溪，江西南昌府南昌縣人，民籍，明朝政治人物。

## 生平
江西鄉試第四十九名舉人。嘉靖四十四年（1565年）中式乙丑科三甲第一百八十六名進士。兵部观政，本年十月授金华知县，隆慶二年（1568年）十二月调香河县，三年十二月升苏州府同知，丁忧。万历二年（1574年）五月復除南阳府，七年二月升南京刑部郎中，九年二月官至夔州府知府。十年正月卒。

## 家族
曾祖萬欽時；祖父萬明高，壽官；父萬文化，贈同知；母章氏，封太宜人。從兄萬恭（兵部左侍郎）、弟萬思迪、萬思建。